# سوسن تقوي
سوسن حاجي تقوي (24 يونيو 1972

) تربوية ورياضية وسياسية بحرينية.

## السيرة
ولدت تقوي في 24 يونيو 1972. حصلت على بكالوريوس تربية رياضية من جامعة البحرين عام 1995 ودبلوم الدراسات العليا من بيروت عام 1999 وماجستير التدريب الرياضي من جامعة البحرين عام 2005 بامتياز مع مرتبة الشرف الثانية.
عملت معلمة تربية رياضية في وزارة التربية والتعليم لمدة 6 سنوات. ثم عملت أخصائية أولى تطوير بالرياضة النسائية بقسم التدريب والتطوير الرياضي بإدارة الشئون الرياضية بالمؤسسة العامة للشباب والرياضة عام 2002. ثم ترقت إلى رئيس قسم العلاقات العامة والخارجية عام 2006. ثم ترقت إلى رئيسة قسم الهيئات الشبابية عام 2009.
عملت مدربة منتخب الفتيات بالاتحاد البحريني للسباحة. انتخبت عضوة في مجلس إدارة الاتحاد البحريني للسباحة في منصب رئيسة اللجنة النسائية من 2001 إلى 2004. ثم انتخبت عضوة في الاتحاد البحريني لكرة القدم في منصب رئيسة اللجنة النسائية من 2003 إلى 2005.
في انتخابات مجلس النواب لعام 2011 فازت بمقعد الدائرة الثانية في محافظة الشمالية بالتزكية بعد انسحاب جميع منافسيها.